# Roger Ashton-Griffiths
Roger Ashton-Griffiths, född 19 januari 1957 i Hertfordshire, är en brittisk skådespelare, manusförfattare och regissör.

## Biografi
Ashton-Griffiths föddes i Hertfordshire och gick grundskolan i Manchester. Han läste sen musik på Lancaster University och avlade examen 1978. Han påbörjade sen en karriär som sångare i Brittiska National Operan på London Coliseum mellan 1979 och 1981.
Ashton-Griffiths är en karaktärsskådespelare och är antagligen mest känd för sin roll som Mace Tyrell i HBO-serien Game of Thrones. Där han var med från säsong fyra till säsong sex. Han har även synts i flera storfilmer som Brazil (1985), Porträtt av en dam (1996), Gangs of New York (2002), Du kommer att möta en lång mörk främling (2010) och Mr. Turner (2014).
Roger Ashton-Griffiths debutroman The Case of Cat Adam släpptes 2023.

## Privatliv
Ashton-Griffiths är gift med Sharmini Thillaimuthu, studiochef på BBC. Paret har två barn tillsammans och bor i Suffolk i England. Han har både brittiskt och kanadensiskt medborgarskap.
År 2003 avlade han en masterexamen i konst på University of East London. 2016 avlade han en doktorsavhandling i kreativt skrivande på University of East Anglia.

## Filmografi i urval

### Film
| År   | Titel                                       | Roll                      | Notering                      |
| ---- | ------------------------------------------- | ------------------------- | ----------------------------- |
| 1984 | The Zany Adventures of Robin Hood           | Coachman                  |                               |
| 1985 | Brazil                                      | Präst                     |                               |
| 1985 | Dreamchild                                  | Mr. Duckworth             |                               |
| 1985 | Tempelmysteriet                             | Inspektör Lestrade        |                               |
| 1985 | Pirates                                     | Moonhead                  |                               |
| 1985 | Plenty                                      | Radioproducent            |                               |
| 1986 | Haunted Honeymoon                           | Francis Jr.               |                               |
| 1987 | Empire State                                | Punter in Cafe            |                               |
| 1989 | Kocken, tjuven, hans fru och hennes älskare | Turpin                    |                               |
| 1989 | Seven Minutes                               | Watchman                  |                               |
| 1990 | Mountains of the Moon                       | Lord Cowley               |                               |
| 1990 | Chicago Joe and the Showgirl                | Inspektör Tarr            |                               |
| 1991 | Kung Ralph                                  | Fotograf                  |                               |
| 1993 | Shadowlands                                 | Dr. Monk                  |                               |
| 1993 | Den galne kung George                       | MP                        |                               |
| 1995 | Restoration                                 | Mr. Bung                  |                               |
| 1995 | Go Now                                      | Walsh                     | TV-film                       |
| 1995 | The Plant                                   | Geoff the Producer        | TV-film                       |
| 1996 | Porträtt av en dam                          | Bob Bantling              |                               |
| 1996 | Jude                                        | Auctioneer                |                               |
| 1996 | The Wind in the Willows                     | The Prosecution Counsel   |                               |
| 1997 | Swept from the Sea                          | Canon Van Stone           |                               |
| 1999 | You're Dead                                 | Cliff Sniffton            |                               |
| 2000 | Lady Audley's Secret                        | Dr. Alwyn Mosgrave        | TV-film                       |
| 2001 | En riddares historia                        | Old Bishop                |                               |
| 2001 | Deflation                                   | Mediterande man           | Kortfilm, även manus och regi |
| 2002 | Gangs of New York                           | P.T. Barnum               |                               |
| 2002 | Nicholas Nickleby                           | Doktor                    |                               |
| 2003 | Allt en tjej vill ha                        | Lord Orwood               |                               |
| 2004 | Devil's Gate                                | Eagle                     |                               |
| 2005 | Bröderna Grimm                              | Borgmästare               |                               |
| 2006 | Irish Jam                                   | Tom Flannery              |                               |
| 2007 | A Very British Sex Scandal                  | "Khaki" Roberts           | TV-film                       |
| 2008 | Mutant Chronicles                           | Science Monk              |                               |
| 2009 | Bright Star                                 | Butiksinnehavare          |                               |
| 2009 | Margaret                                    | John Sergeant             | TV-film                       |
| 2009 | Samuel Johnson: The Dictionary Man          | Samuel Johnson            |                               |
| 2009 | Tormented                                   | Mr Humpage                |                               |
| 2009 | Hell''s Pavement                            | Daffyd Tudor              |                               |
| 2010 | Du kommer att möta en lång mörk främling    | Jonathan Wunch            |                               |
| 2010 | Accidental Farmer                           | Bill                      | TV-film                       |
| 2011 | A Gun for George                            | Mr. Maddock               | Kortfilm                      |
| 2013 | Summer in February                          | Jory                      |                               |
| 2014 | Grace of Monaco                             | Alfred Hitchcock          |                               |
| 2014 | Mr. Turner                                  | Henry William Pickersgill |                               |
| 2015 | The London Firm                             | The Contractor            |                               |
| 2015 | Dragonheart 3: The Sorcerer's Curse         | The Potter                |                               |
| 2015 | The Lobster                                 | Doktor                    |                               |
| 2017 | Breathe                                     | Chaplain                  |                               |
| 2017 | Crooked House                               | Gaitskill                 |                               |
| 2017 | The Death of Stalin                         | Musiker #1                |                               |
| 2018 | Christoffer Robin & Nalle Puh               | Ralph Butterworth         |                               |
| 2020 | The Show                                    | Busschaufför              |                               |
| 2020 | My Dad's Christmas Date                     | Mr. Thompson              |                               |
| 2021 | The Score                                   | Frank                     |                               |
| 2022 | The Other Me                                | Främling                  |                               |
| 2023 | North Star                                  | Bestman                   |                               |
| 2024 | Savage House                                | Dr. Hemmings              |                               |

### TV
| År        | Titel                                 | Roll                 | Notering                                                                               |
| --------- | ------------------------------------- | -------------------- | -------------------------------------------------------------------------------------- |
| 1982      | Hemma värst                           | Orgo                 | Avsnitt: "Boring"                                                                      |
| 1983      | The Nation's Health                   | Okänd                | Avsnitt: "Acute"                                                                       |
| 1984      | The Secret Servant                    | Ivan                 | 2 avsnitt                                                                              |
| 1986      | Prospects                             | Eddie                | 2 avsnitt                                                                              |
| 1986      | C.A.T.S. Eyes                         | Humbart              | Avsnitt: "Freezeheat"                                                                  |
| 1987      | Hardwicke House                       | P.E. Teacher         | Avsnitt: "First Day of Term"                                                           |
| 1988      | Crossbow                              | Town Crier           | Avsnitt: "The Citadell"                                                                |
| 1988      | Jack the Ripper                       | Rodman               | 2 avsnitt                                                                              |
| 1989      | Shadow of the Noose                   | William Thompson     | Avsnitt: "Gun in Hand"                                                                 |
| 1989      | The Bill                              | D.I. Larber          | Avsnitt: "Time Out"                                                                    |
| 1990      | Grange Hill                           | Walt                 | 4 avsnitt                                                                              |
| 1991      | Lovejoy                               | Antique Shop Owner   | Avsnitt: "Montezuma's Revenge"                                                         |
| 1992      | Indiana Jones äventyr                 | Sinister German      | Avsnitt: "Austria, March 1917"                                                         |
| 1993      | Heidi                                 | Kyrkoman             | 1 avsnitt                                                                              |
| 1993      | The Darling Buds of May               | Mr. Ramsbottom       | 2 avsnitt                                                                              |
| 1994      | Martin Chuzzlewit                     | George Chuzzlewit    | 2 avsnitt                                                                              |
| 1994      | The Wimbledon Poisoner                | Vicar                | 2 avsnitt                                                                              |
| 1996      | Röster från andra sidan graven        | Valdemar Tymrak      | Avsnitt: "Report from the Grave"                                                       |
| 1996      | Moll Flanders                         | Gent at Mint         |                                                                                        |
| 1997      | Odysséen                              | Polites              | 2 avsnitt                                                                              |
| 1997      | Ivanhoe                               | Prior Aymer          | 4 avsnitt                                                                              |
| 1997      | Cadfael                               | Thomas of Bristol    | Avsnitt: "St. Peter's Fair"                                                            |
| 1998      | Merlin                                | Sir Boris            | 2 avsnitt                                                                              |
| 1998      | The Children of the New Forest        | Miller Sprigge       |                                                                                        |
| 1998      | Vanity Fair                           | Kung George IV       | 1 avsnitt                                                                              |
| 2001      | As If                                 | Shower Man           | Avsnitt: "Alex's POV"                                                                  |
| 2001      | The Wonderful World of Disney         | Tuck                 | Avsnitt: "Princess of Thieves"                                                         |
| 2001      | Micawber                              | Mr. Peck             | Avsnitt: "Micawber Learns the Truth"                                                   |
| 2004      | Keen Eddie                            | Glass Eye Gordon     | Avsnitt: "Citizen Cecil"                                                               |
| 2005      | Empire                                | Panza                | 4 avsnitt                                                                              |
| 2006      | Torchwood                             | Mr. Garet            | Avsnitt: "Random Shoes"                                                                |
| 2007      | Roman Mysteries                       | Tascius Pomponianus  | Avsnitt: "The Secrets of Vesuvius"                                                     |
| 2007      | De stora krigarna                     | General Doppet       | Avsnitt: "Napoleon"                                                                    |
| 2008      | The Passion                           | Syrian Prefect       | 2 avsnitt                                                                              |
| 2008      | Terry Pratchett's The Colour of Magic | Lumuel Panter        |                                                                                        |
| 2009      | Henry VIII: The Mind of a Tyrant      | Cardinal Wolsey      | 3 avsnitt                                                                              |
| 2009      | The Tudors                            | Sir John Hutton      | 2 avsnitt                                                                              |
| 2011      | Little Crackers                       | First Magistrate     | Avsnitt: "Alan Davies' Little Cracker: The Curious Incident Of The Dog In The Daytime" |
| 2013      | NTSF:SD:SUV::                         | Robinson             | Avsnitt: "U-KO'ed"                                                                     |
| 2014      | The Musketeers                        | Elderly Priest       | Avsnitt: "Friends and Enemies"                                                         |
| 2014      | This is Jinsy                         | Head of Decency      | Avsnitt: "Penny's Pendant"                                                             |
| 2014      | Doctor Who                            | Quayle               | Avsnitt: "Robot of Sherwood"                                                           |
| 2014-2015 | Coronation Street                     | Neurosurgeon         | 7 avsnitt                                                                              |
| 2014-2016 | Game of Thrones                       | Mace Tyrell          | 13 avsnitt                                                                             |
| 2015      | Doctors                               | Dr. Philip Plumridge | Avsnitt: "Are You Kidding Me?"                                                         |
| 2016      | Fader Brown                           | Cardinal Bonipogio   | Avsnitt: "The Daughter of Autolycus"                                                   |
| 2016      | Marley's Ghosts                       | Mr. Busby            | Avsnitt: "Carly"                                                                       |
| 2017      | Taboo                                 | Abraham Appleby      | Avsnitt: "Episode 1"                                                                   |
| 2017      | Quacks                                | Bishop of Lambeth    | 2 avsnitt                                                                              |
| 2018      | Lucky Man                             | Arthur McCarthy      | 1 avsnitt                                                                              |